# Campeonato Europeo de Piragüismo en Maratón de 2017
El Campeonato Europeo de Piragüismo en Maratón de 2017 es la decimocuarta edición del Campeonato Europeo de Piragüismo en Maratón, el cual tuvo lugar en Ponte de Lima, Portugal, entre el 29 de junio y el 2 de julio de 2017. La competición consistió en dieciséis eventos, de los cuales nueve fueron realizados en kayak y siete en canoa. Las categorías participantes eran la júnior, sub-23 y sénior.

## Desarrollo

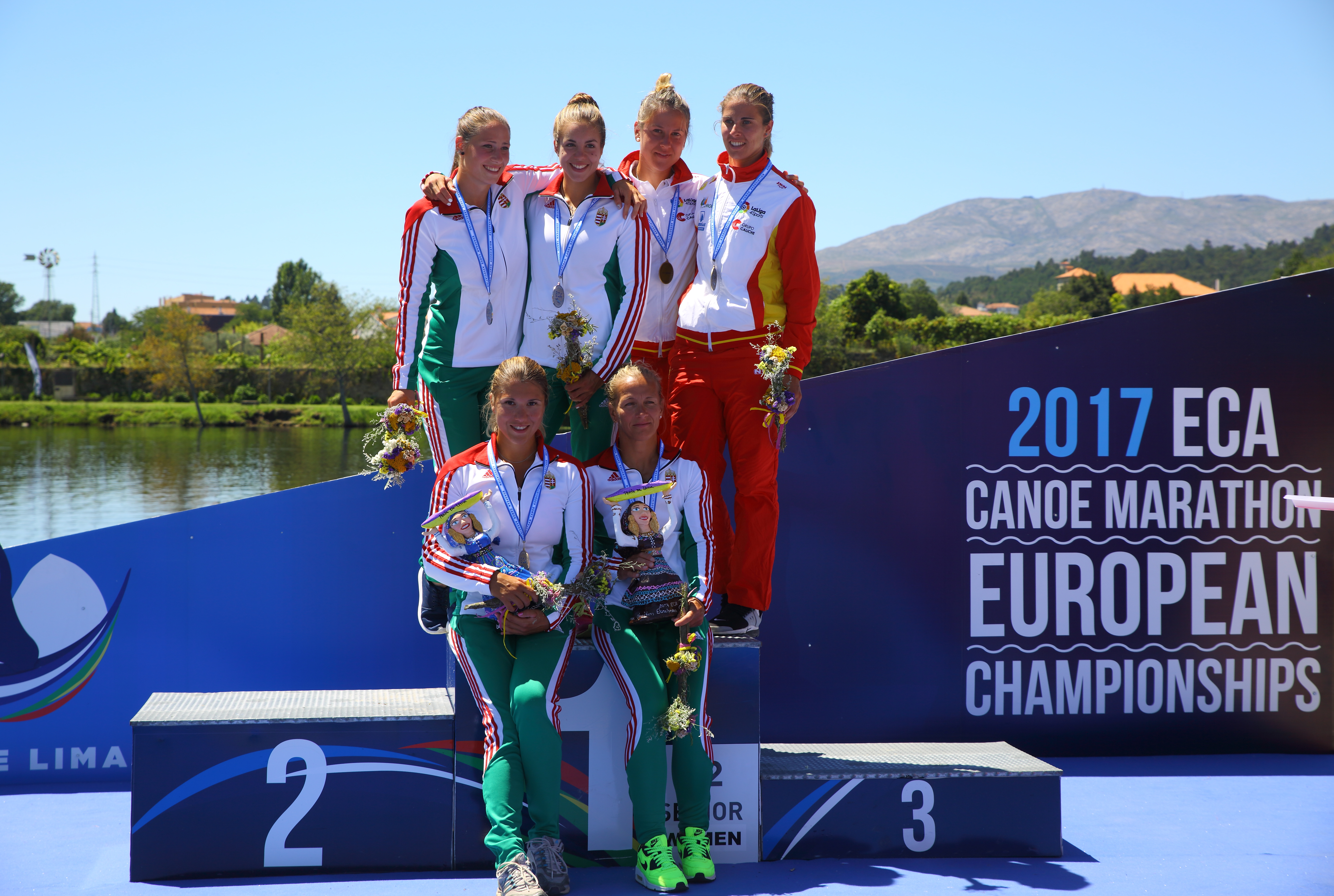
Podio del K-2 femenino

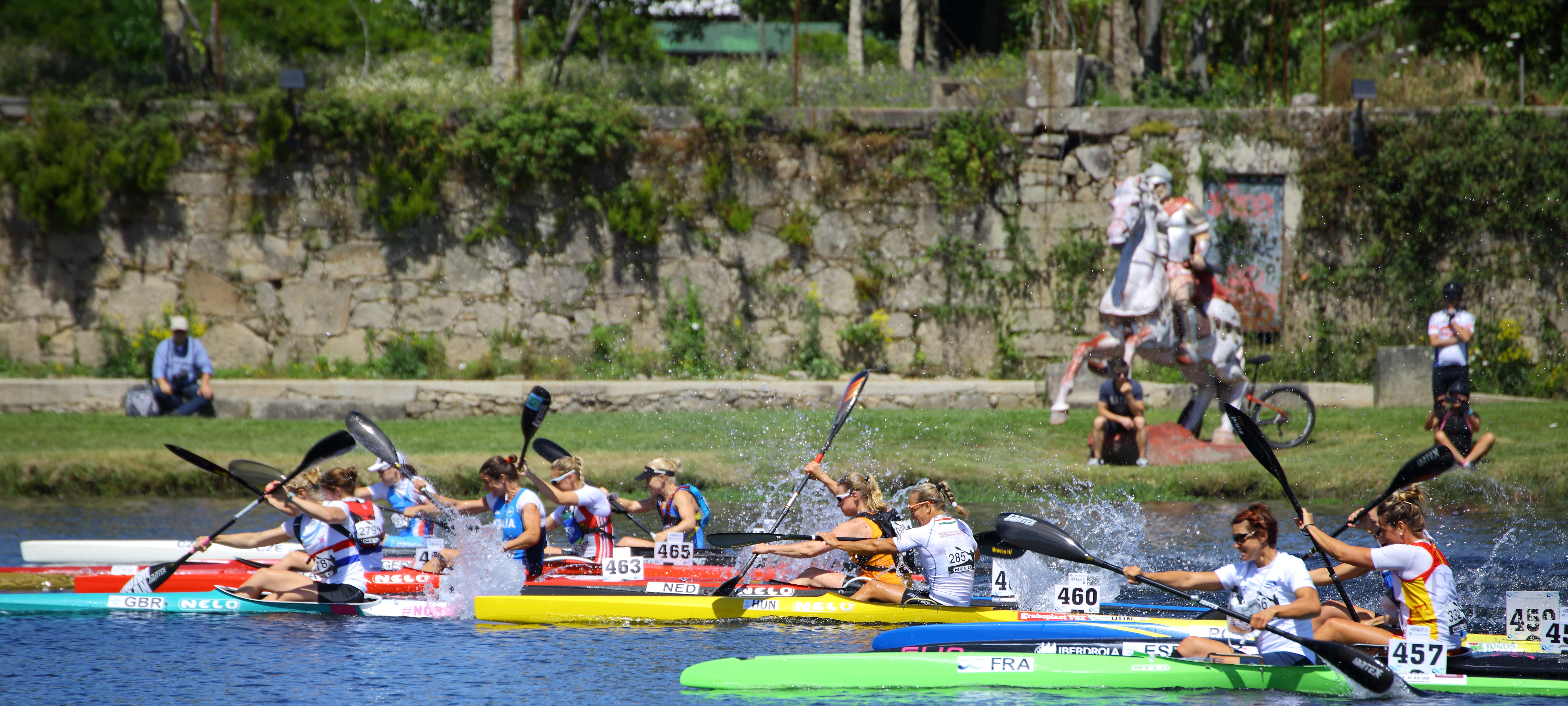
Salida de la prueba K-1 femenina

La Asociación Europea de Piragüismo decidió que este campeonato se celebrase en Crestuma, Portugal, pero a comienzos del año 2017 anunciaron un cambio en la localidad, siendo finalmente celebrado en Ponte de Lima. Este cambio llegó después de que la Federación Portuguesa de Piragüismo anunciase a esta localidad como candidata para acoger el Campeonato Mundial de Piragüismo en Maratón de 2021.
El 28 de junio tuvo lugar la ceremonia de apertura del campeonato. Al día siguiente se disputaron las categorías júnior masculinas y femeninas en K1 y C1, así como sub-23 femenino en K1. El viernes 30 de junio se disputaron los eventos júnior femenino en K2 y masculino K2 y C2, así como sub-23 masculino en K1 y C1. El sábado disputaron sus pruebas los sénior en K1 y C1 masculino y femenino, y el domingo K2 masculino y femenino y C2 masculino.
La selección que más títulos consiguió en el evento fue la húngara que obtuvo tres de las siete pruebas de la categoría absoluta. Renáta Csay consiguió dos medallas de oro, en K1 y K2, al igual que ya consiguió en las dos ediciones anteriores. También el portugués José Ramalho obtuvo dos medallas de oro en la categoría absoluta, en las dos mismas especialidades que Csay, en el K2 junto a Ricardo Carvalho. En la última jornada el equipo español sumó su única medalla de oro, gracias a la actuación de Tono Campos y José Manuel Sánchez Sánchez, que se impusieron en la modalidad de C2 masculino a la pareja húngara Márton Kövér y Adám Dóczé.

## Medallero

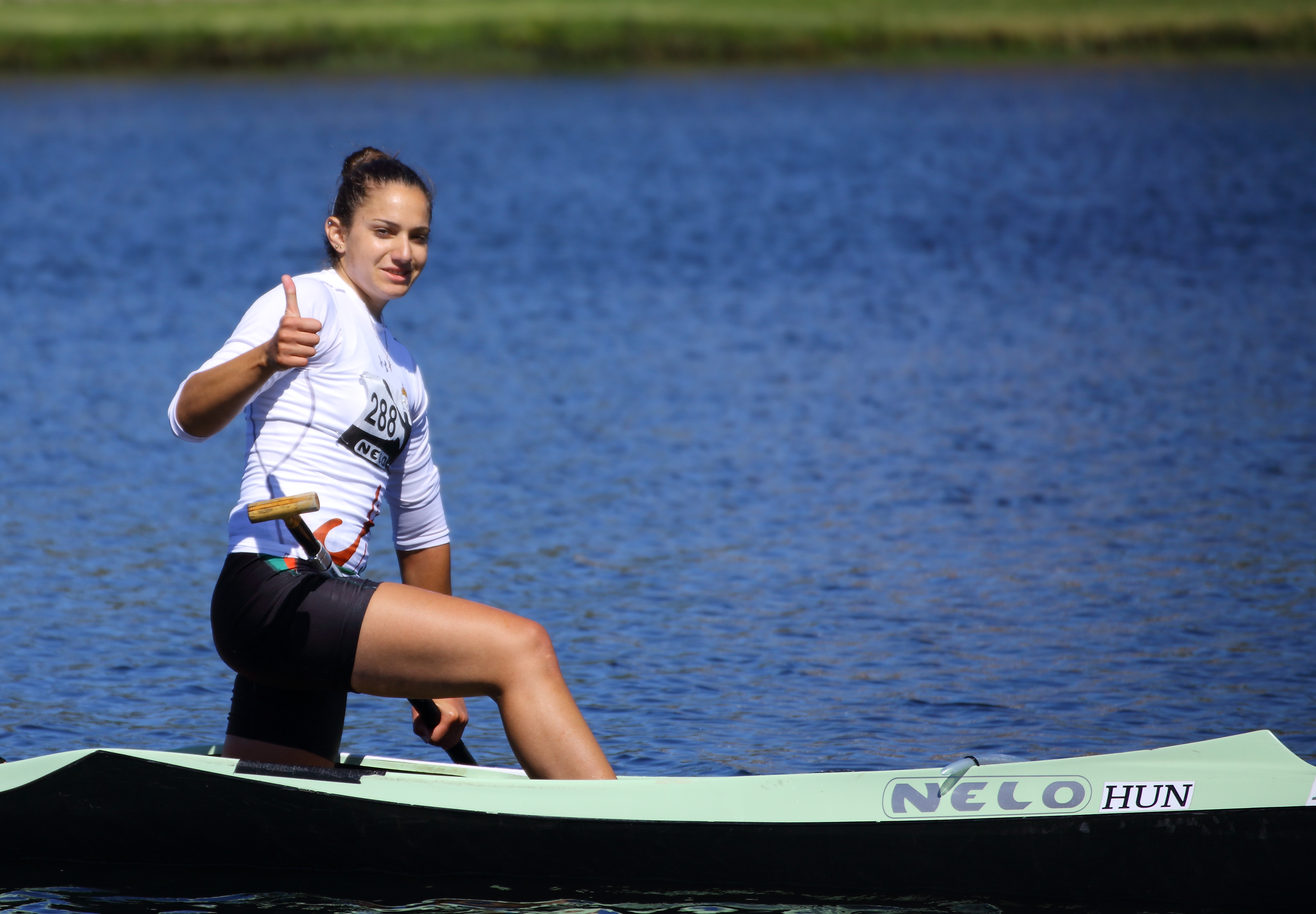
Fruzsina Miskolczi, medalla de plata en C1 femenino

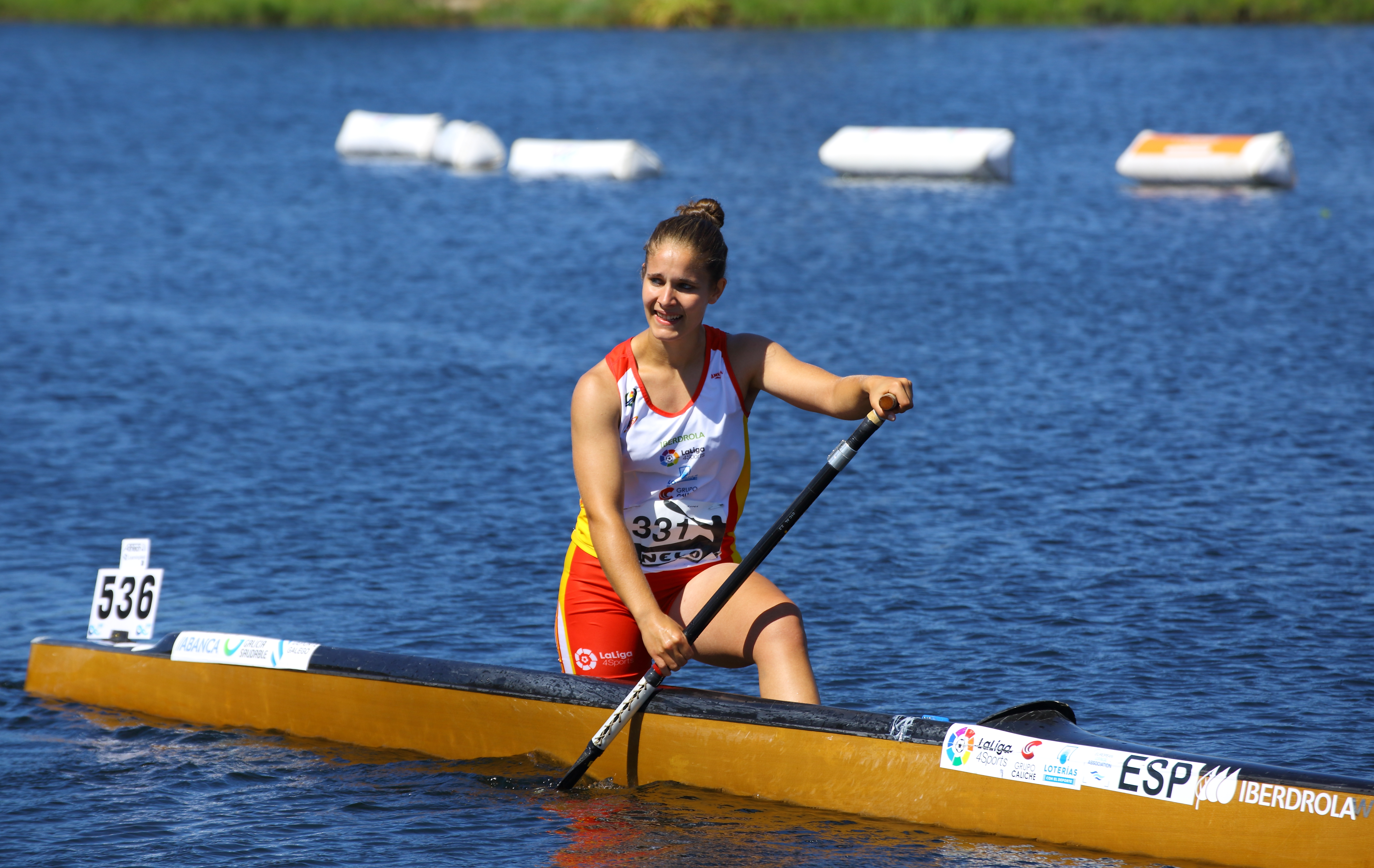
Jenifer Casal, medalla de bronce en C1 femenino

## Resultados

### Júnior
| Evento    | Oro                           | Tiempo      | Plata                            | Tiempo      | Bronce                             | Tiempo      |
| C-1 Masc. | Sebestyén Simon               | 01:35:51.03 | Dániel Fejes                     | 01:36:10.90 | Duarte Silva                       | 01:36:58.14 |
| C-2 Masc. | Arved Heine y Jonas Mode      | 01:31:31.14 | Dávid Hodován y Kristóf Kollár   | 01:31:32.57 | Patryk Piotrowicz y Mateusz Cybula | 01:31:51.54 |
| K-1 Masc. | Levente Vékássy               | 01:42:12.88 | Charles Smith                    | 01:42:13.43 | Ronan Foley                        | 01:42:21.49 |
| K-2 Masc. | András Redl y Levente Vékássy | 01:38:47.82 | Thorbjørn Rask y Nikolai Thomsen | 01:38:50.91 | Balázs Bodnár y Ádám Horváth       | 01:38:54.43 |
| C-1 Fem.  | Mathilde Troncin              | 01:29:45.83 | Maja Szajdek                     | 01:32:20.56 | Andrea Vázquez                     | 01:32:41.95 |
| K-1 Fem.  | Dorina Fekete                 | 01:34:29.45 | Viktória Nagy                    | 01:34:33.20 | Rita Fernandes                     | 01:36:01.49 |
| K-2 Fem.  | Zsófia Korsós y Viktória Nagy | 01:26:53.92 | Dorina Fekete y Emese Tanka      | 01:29:12.25 | Emma Russell y Freya Peters        | 01:29:29.01 |

### Sub-23
| Evento    | Oro           | Tiempo      | Plata                | Tiempo      | Bronce         | Tiempo      |
| C-1 Masc. | Patryk Gluza  | 01:49:31.26 | Mateusz Borgiel      | 01:49:32.58 | Sérgio Maciel  | 01:49:47.24 |
| K-1 Masc. | Ádám Petró    | 01:54:43.30 | Miguel Llorens       | 01:54:47.49 | Zyggy Chmiel   | 01:54:52.45 |
| K-1 Fem.  | Noémi Horváth | 01:49:35.55 | Zsófia Czéllai-Vörös | 01:49:42.61 | Alexandra Lane | 01:49:43.38 |

### Sénior
| Evento    | Oro                                       | Tiempo      | Plata                                  | Tiempo      | Bronce                            | Tiempo      |
| C-1 Masc. | Márton Kövér                              | 02:08:38.39 | Tono Campos                            | 02:08:48.20 | Manuel Garrido                    | 02:09:44.85 |
| C-2 Masc. | Tono Campos y José Manuel Sánchez Sánchez | 01:59:30.16 | Márton Kövér y Adám Dóczé              | 01:59:32.03 | Óscar Graña y Ramón Ferro         | 02:01:19.18 |
| K-1 Masc. | José Ramalho                              | 02:11:54.52 | Adrián Boros                           | 02:11:55.47 | Quentin Urban                     | 02:11:56.62 |
| K-2 Masc. | Adrián Boros y Lászlo Solti               | 02:01:49.89 | Walter Bouzán y Álvaro Fernández Fiuza | 02:02:45.44 | Miguel Llorens y Luis Amado Pérez | 02:03:27.48 |
| C-1 Fem.  | Liudmyla Babak                            | 01:48:32.55 | Fruzsina Miskolczi                     | 01:52:00.27 | Jenifer Casal                     | 01:54:32.07 |
| K-1 Fem.  | Renáta Csay                               | 02:03:15.45 | Lani Belcher                           | 02:03:15.67 | Vanda Kiszli                      | 02:03:39.18 |
| K-2 Fem.  | Renáta Csay y Alexandra Bara              | 01:56:55.00 | Lili Katona y Eniko Váczai             | 01:57:28.52 | Eva Barrios y Aurora Figueras     | 01:58:41.49 |

## Medallero[25]
| Pos. | Evento      | Oro | Plata | Bronce | Total |
| 1    | Hungría     | 11  | 9     | 2      | 22    |
| 2    | España      | 1   | 3     | 6      | 10    |
| 3    | Polonia     | 1   | 2     | 1      | 4     |
| 4    | Portugal    | 1   | -     | 3      | 4     |
| 5    | Francia     | 1   | -     | 1      | 2     |
| 6    | Alemania    | 1   | -     | -      | 1     |
| 7    | Ucrania     | 1   | -     | -      | 1     |
| 8    | Reino Unido | -   | 2     | 3      | 5     |
| 9    | Dinamarca   | -   | 1     | -      | 1     |
| 10   | Irlanda     | -   | -     | 1      | 1     |